# Anguilla (Mississippi)
Anguilla é uma cidade  localizada no estado americano de Mississippi, no Condado de Sharkey.

## Demografia
Segundo o censo americano de 2000, a sua população era de 907 habitantes. 
Em 2006, foi estimada uma população de 800, um decréscimo de 107 (-11.8%).

## Geografia
De acordo com o United States Census Bureau tem uma área de 
2,7 km², dos quais 2,7 km² cobertos por terra e 0,0 km² cobertos por água.

## Localidades na vizinhança
O diagrama seguinte representa as localidades num raio de 24 km ao redor de Anguilla. 